# Nifuratel
Nifuratelul este un chimioterapic antiprotozoaric și antifungic din clasa derivaților de nitrofuran. Este utilizat în tratamentul infecțiilor cu Chlamydia trachomatis și Candida albicans.

## Utilizări medicale
Nifuratelul este indicat în tratamentul:
- Infecțiilor vaginale mixte (bacteriene, fungice și protozoarice)
- Tricomoniazei vaginale (Trichomonas vaginalis)
- Vaginozei bacteriene (Gardnerella vaginalis)
- Candidiazei vulvovaginale (Candida albicans)
- Infecțiilor cu Chlamydia trachomatis
- Giardiozei (Giardia lamblia)
- Uretritei și infecțiilor urinare cu germeni sensibili[9][10]

## Dozare și administrare
- Adulți: 200–400 mg oral de 2–3 ori pe zi, 7–10 zile (în funcție de indicație)
- Pentru infecții vaginale: ovule sau tablete vaginale, 500 mg/zi, 7–10 zile
- Copii: doza se stabilește de medic, în funcție de greutate și indicație
- Disponibil sub formă de comprimate orale, ovule și cremă vaginală[10]

## Mecanism de acțiune
Nifuratelul acționează prin inhibarea enzimelor implicate în sinteza ADN-ului și proteinelor microorganismelor sensibile, având efect bacteriostatic, bactericid, antifungic și antiprotozoaric. Nu afectează flora vaginală normală (lactobacilii).

## Efecte adverse și precauții
- Efecte adverse frecvente: greață, dureri abdominale, diaree, gust metalic, erupții cutanate ușoare
- Efecte rare: reacții alergice severe, prurit, urticarie
- Nu se recomandă utilizarea în sarcină și alăptare decât la indicația medicului (date limitate privind siguranța)
- Nu s-au raportat interacțiuni medicamentoase semnificative, dar se recomandă prudență la asocierea cu alte antimicrobiene[10][6]

## Siguranță și reglementări
- Nifuratelul este aprobat și utilizat pe scară largă în Europa de Est, Italia, Rusia, America Latină și Asia pentru infecții urogenitale și digestive.[9]
- Nu este aprobat de FDA în SUA, dar este disponibil în multe țări sub denumirea comercială Macmiror.
- Nu s-au raportat efecte carcinogene la om, dar utilizarea pe termen lung nu este recomandată fără supraveghere medicală.[7]

## Rezistență și utilizare actuală
- Rezistența la nifuratel este rară, fiind eficient împotriva multor tulpini rezistente la alte antimicrobiene.
- Poate fi utilizat ca alternativă la metronidazol în tricomoniază și giardioză, mai ales la pacienții cu intoleranță la nitroimidazoli.[9]